# مهرجان ولي العهد للهجن
مهرجان ولي العهد للهجن مهرجان سنوي انطلقت نسخته الأولى في 11 أغسطس عام 2018م، و يهدف إلى تأصيل تراث الهجن وتعزيزه في الثقافة السعودية والعربية والإسلامية. ويقام المهرجان في مدينة الطائف بتنظيم الاتحاد السعودي للهجن ضمن فعاليات موسم الطائف ورعاية من ولي العهد السعودي الأمير محمد بن سلمان بن عبد العزيز آل سعود.

## الأهداف
يهدف المهرجان للإسهام في في تأصيل تراث الإبل وتعزيزه، كما يسعى لتعزيز الجوانب الحضارية والوطنية، وأن تكون له عوائد ثقافية واقتصادية للمجتمع، وأن يصبح مهرجاناً ثقافياً واقتصادياً ورياضياً متنوعاً يعزز المشاركة ويؤصل الموروث وينشر الوطنية ويعكس العمق الحضاري للمملكة العربية السعودية.

## القيم الأساسية للمهرجان
يركّز المهرجان على قيم أساسية للمشاركة فيه، تضمنت:
- الشفافية، وتكون عن طريق أداء القسم على ملكية الهجن.
- النزاهة، وتكون عن طريق حذف أية نقاط للمطايا، صاحبة النتائج الإيجابية في الفحوصات التي تجريها إدارة المهرجان.
- العدالة، ويتم تحقيقها في حال تساوت نقاط بين المشاركين، فيتم حينها النظر في مجموع الأشواط.

## فعاليات المهرجان
يقدم المهرجان بجانب مسابقات الهجن العديد من الفعاليات الثقافية، منها، متحف الهجن، والمسرح، والسيرك، والسوق الشعبي، ومتجر هدايا الهجن، وخيمة الهجن، وألعاب الأطفال، والعروض المتجولة، والعروض الحية.

## تاريخ المهرجان

### النسخة الأولى
أقيمت النسخة الأولى من المهرجان خلال الفترة من 11 أغسطس 2018م حتى 21 سبتمبر 2018م في ميدان محافظة الطائف للهجن، وبلغت قيمة الجوائز 45 مليون ريال، فيما حددت الأشواط بـ781 شوطاً، تتنافس فيها أكثر من 10 آلاف مطية خلال 40 يوماً بمشاركة من السعودية ودول الخليج والدول العربية.
وأعلنت موسوعة غينيس للأرقام القياسية تسجيل مهرجان ولي العهد للهجن في نسخته الأولى كأكبر مهرجان لرياضة الهجن في العالم بتسجيل أكبر عدد مطايا مشاركة في سباقات الهجن بعدد 11178 تنافست في (787 ) شوطاً أقيمت على امتداد 40 يوماً.

### النسخة الثانية
انطلقت النسخة الثانية من المهرجان بتاريخ 1 أغسطس 2019م في حديقة الملك فيصل بالطائف، فيما انطلقت سباقات الهجن في 15 أغسطس 2019م. وبلغت القيمة الإجمالية للجوائز 52 مليون ريال يتنافس عليها مجموعة كبيرة من ملاك الهجن المحلية والدولية في 439 شوطا. آُقيم الحفل الختامي للنسخة الثانية بحضور ولي العهد، رئيس مجلس الوزراء، الأمير محمد بن سلمان، حيث سلّم الفائزين جوائز المهرجان، وكانت كالآتي:
- جائزة جميع الفئات: الفائز الحاصل على أعلى نقاط للعام 2018 وللعام 2019: حمد المري.
- جائزة فئات "رمز، حقايق، بكار، مفتوح" وفئات "رمز، حقايق، قعدان، مفتوح": الأمير تركي بن محمد، بالمطيتين "نواف" و"الصميما".
- جائزة فئات "رمز، حقايق، عام": مفلح البلوي، والمطية كانت "إنجاز".
- جائزة فئات "رمز، حقايق، عام": حصلتْ عليها المطية "ملبي"، وتسلمها محسن اليامي.
- جائزة فئات "رمز، لقايا، مفتوح": حصل عليها هجن الرئاسة، والمطية كانت "الزود".
- جائزة فئات "رمز، لقايا، قعدان، مفتوح": حصل عليها هجن "النايفات".
- جائزة فئات "رمز، لقايا، بكار، عام": حصلتْ عليها المطية "لهب"، وتسلمها عبد الهادي المري.
- جائزة فئات "رمز، لقايا، قعدان، عام": حصلتْ عليها المطية "هباش"، وتسلمها محمد المري.
- جائزة فئات "رمز، جذاع، مفتوح": حصلتْ عليها المطية "الجوف"، وتسلمها الأمير تركي بن محمد.

أما بالنسبة لجوائز الأشواط الختامية افئات "زمول، حيل، رموز" التي كانت مسافتها قرابة 7 كلم لكل شوط، فكان الشوط الأول مخصَّصًا لفئة "زمول، عام، رمز"، وتُقدَّر جائزته بمليون ريالٍ، وبندق، وسيف، وخنجر، فازتْ بها المطية "صوغان"، وتسلمها سعيد الهاجري. وجاء الشوط الثاني مخصَّصًّا لفئة "زمول، مفترح، رمز"، وتُقدَّر جائزته بمليون ونصف ريال سعودي، حصلتْ عليها مطية هجن الرئاسة "هملول". أما الشوط الثالث فقد خُصِّص لفئة "حيل، عام، رمز"، وقُدِّرتْ جائزته بمليون ريالٍ وسيف، حصلتْ عليها المطية "نيوم"، لخالد الشريم. أما الشوط الرابع والأخير، المخصص لفئة "حيل، مفتوح، رمز"، وجائزته سيفان، حصلت عليها المطية "مطفية".

### النسخة الثالثة
انطلقت النسخة الثالثة من المهرجان في 8 أغسطس 2021 على أرض ميدان سباقات الهجن بمحافظة الطائف، وبلغت قيمة الجوائز 53 مليون ريال، وبمجموع 531 شوطاً قُسمت على مرحلتين تمهيدية ونهائية. شاركتْ في الأشواط التمهيدية 7870 مطيةً، من كل الفئات العمرية، وامتدتْ المشاركة لمدة 11يومًا، تلاها أشواط الماراثون، التي بلغ عددها 7 أشواط، فيما بلغ عدد الأشواط في المرحلة النهائية 204 أشواط.
في الحفل الختامي للمهرجان في نسخته الثالة، أُقيمت 4 أشواط لفئة "حيل، وزمول" شاركت فيها 93 مطيةً، لمسافة 6 كلم لكل شوط. تُوّج فيها القعودان "مبلش" و" مشوش" برموز الزمول، فيما حقَّقتْ البكرتان "الزبارة" و "جوف" رموز الحيل. وحقَّقتْ النسخة الثالثة من المهرجان، تسجيل رقم قياسي جديد في موسوعة غينيس للأرقام القياسية، كسرت فيه الأرقام القياسية في نسختي المهرجان السابقتين، حيث شاركت 14843 مطيةً في المنافسات، مقسمة على 7870 مطيةً في المرحلة التمهيدية، و 6973 مطيةً في المرحلة النهائية.

### النسخة الرابعة
انطلقت النسخة الرابعة في 23 يوليو 2022، وخصص المهرجان جوائز مالية تُعد الأضخم على مستوى السباقات الرياضية بأكثر من 56 مليون ريال بأشواط إجمالية تصل إلى 591 شوطاً، ومن ضمنها مليون ريال قيمة جائزة سيف ولي العهد للفائز بأكثر النقاط، ويتنافس عليها ملاك الهجن المحلية والعربية والدولية. يتضمَّن المهرجان في هذه النسخة فئاتٍ عديدةً في الأشواط التمهيدية، وهي "المفاريد، والحقايق، واللقايا، والجذاع، والثنايا، والحيل، والزمول، ورموز الحيل والزمول، والماراثون". كما اشملت الأشواط النهائية على فئات منها، "الحقايق، واللقايا، والجذاع، والثنايا، والحيل، والزمول، وشوط رموز الحيل والزمول"، حيث بلغ مجموع الأشواط 591 شوطًا، تختلف مسافتها ما بين 2 إلى 6 كلم.
بلغت جوائز النسخة الرابعة من المهرجان أكثر من 56 مليون ريالٍ سعودي، من ضمنها جائزة سيف ولي العهد، المقدرة بمليون ريالٍ سعودي. تم تكريم 16 فائزًا في فئات "الحقايق، واللقايا، والجذاع، والثنايا" في المرحلة النهائية، بمعدل 4 فائزين لكل فئة. حصد الشيخ ناصر بن حمد آل خليفة، وبطشان اليامي، وحمد القرح، ومانع الشماسي، كؤوس فئة "الحقايق"، بينما حصل على كؤوس فئة "اللقايا" الشيخ ذياب آل نهيان، والشيخ ناصر آل خليفة، ومانع الشماسي، وعامر المري. أما كؤوس فئة "الجذاع" الأربع، فقد حصل عليها كلٌّ من، الشيخ ذياب آل نهيان، والأمير تركي آل سعود، وحمد الكواري، ومحمد العامري، بينما ذهبت كؤوس فئة "الثنايا" إلى سيح السلم الإماراتية، وعامر المري، وعبد الهادي الشهواني، ومحمد المري.
أما جائزة "سيف ولي العهد"، فقد حصل عليها الإماراتي مانع الشامسي، إذْ حقق 591 شوطًا في المرحلة التمهيدية والنهائية، بمعدل 334 نقطةً، جاء بعده في المركز الثاني، السعودي، عبد العزيز السهلي، بمعدل 186 نقطةً.

### النسخة الخامسة
انطلقت النسخة الخامسة في 1 أغسطس 2023 على ميدان الطائف، وأعلن الاتحاد السعودي للهجن زيادة في قيمة الجوائز المالية بعد رفع قيمة جائزة سيف ولي العهد من مليون ريال إلى مليون وسبع مائة وخمسين ألف ريال، لتزيد قيمة الجوائز عن 57 مليون ريال، ويتنافس مجموعة كبيرة من ملاك الهجن المحليين والدوليين في 589 شوطًا متنوعًا خلال فترة المهرجان.
شهد السباق التمهيدي في هذه النسخة 350 شوطًا من خلال مجموعة فئات، تضمّنت "مفاريد، حقايق، لقايا، جذاع، ثنايا، حيل، وزمول"، بينما كان السباق النهائي في 28 من شهر أغسطس بقرابة 240 شوطًا، استمر قرابة 11 يومًا. تضمن السباق النهائي سباقاتٍ عديدةً، منها، "سباق الماراثون" بمعدل 5 أشواط، وإقامة أولية لشوط "الماراثون النسائي الدولي" باعتباره يقام أول مرة في تاريخ المهرجان.
حقّقت النسخة الخامسة أرقامًا قياسية، إذْ كسرت الأرقامَ التي حقّقتها النسخُ السابقة للمهرجان، ووصلت إلى 20216 مطيةً. كما سجلت النسخة الخامسة رقمًا قياسيًّا جديدًا في عدد الأشواط، حيث وصلت إلى 3000 شوط في النسخ الخمس، حيث سجلت النسخة الخامسة 590 شوطًا.
شهد الحفل الختامي للنسخة الخامسة 4 أشواط، قامت على مسافة 6 كلم. فازت المطية "مبلش" بالشوط الأول، والمطية "عجيب" بالشوط الثاني، والمطية "نجدين" بالشوط الثالث، فيما حصلت المطية "الشاهنية" من الإمارات على الشوط الرابع (19). أما جائزة "سيف ولي العهد"، فقد حصل عليها السعودي، عايض بن رفعان القحطاني، وبهذا سجلت السعودية الحصول على "سيف ولي العهد" للمرة الرابعة، بينما حصلت عليه الإمارات في النسخة الرابعة من المهرجان.

### النسخة السادسة
أقيمت النسخة السادسة من المهرجان من 10 أغسطس إلى 10 سبتمبر 2024م على ميدان الطائف لسباقات الهجن، وبلغت جوائز المهرجان 56 مليون ريال سعودي، وتنافس على الجوائز مجموعة من ملاك الهجن المحليين والدوليين بفئات: مفاريد، حقايق، لقايا، جذاع، ثنايا، حيل، وزمول، تنافسوا في 610 شوطاً، بواقع 360 شوطاً في المرحلة التمهيدية، و250 شوطاً في المرحلة النهائية.
وحصل المهرجان على شهادة موسوعة "غينيس" للأرقام القياسية في النسخة السادسة 2024 للمرة الرابعة، وتسلمت اللجنة العليا المنظمة للمهرجان شهادة موسوعة "غينيس" للأرقام القياسية، كأكبر مهرجان لرياضة الهجن في العالم، وذلك بتسجيله أكبر عدد مطايا مشاركة في سباقات الهجن، حيث سجّل 21.637 مطية بزيادة عدد المطايا عن أول نسخة أقيمت في تاريخ المهرجان بنسبة 93.5%، ليصبح إجمالي الهجن المشاركة في النسخ الست 98.929 مطية.